# Museo Leone
El Museo Leone es un museo ubicado en Vercelli (Italia). Fue inaugurado en 1910 y alberga una colección heterogénea y ecléctica: armas prehistóricas, tumbas egipcias, jarrones etruscos, mosaicos medievales, porcelana, plata y pinturas modernas. La sala romana es uno de los mayores atractivos, esta contiene la estela de Vercelli que inauguró la exposición de los celtas en el Palacio Grassi.
Está dedicado a Camillo Leone, un notario de Vercelli nacido en 1830. En un momento determinado de su vida abandonó su profesión para dedicarse la tarea de crear y conservar la vasta colección del museo.

## Historia
El museo está dedicado al notario Camillo Leone, quien recopiló y preservó recuerdos y testimonios de la historia de Vercelli. De hecho, como heredero de un considerable patrimonio familiar, ya a los cuarenta años Camillo Leone pudo dedicarse a aumentar con amplitud de medios y tiempo las extensas colecciones de artefactos históricos y objetos antiguos que era conservados en el Palacio Langosco, su casa. En 1907 lo dejó en herencia al Instituto de Bellas Artes Vercelli, del que fue socio académico y administrador. Fue el Conde Federico Arborio Mella, entonces director del Instituto, quien se encargó de la primera y algo apresurada preparación del Museo Leone, para poder proceder rápidamente a su inauguración en 1910.
Posteriormente se encomendó al ingeniero Paolo Verzone la tarea de llevar a cabo la recuperación de la antigua casa. La restauración se llevó a cabo entre 1930 y 1934, sacando a la luz no solo la sencillez y elegancia clásica de la estructura arquitectónica, sino también un vasto ciclo de frescos de la misma época que decora los interiores de nueve salas. En 1939, sin embargo, el arquitecto Augusto Cavallari Murat diseñó el llamado "mango de conexión", un tercer edificio que conecta los dos existentes, erigido para albergar la exposición «Vercelli y su provincia desde la época romana hasta el fascismo», una de las muchas iniciativas fueron diseñadas para rendir homenaje a Mussolini durante una visita oficial a Vercelli. En esa ocasión, también se construyó una logia de esquina para unir el lado sur con el oeste para permitir una visita continua al museo, totalmente renovado como escenario.